# 五桂堂

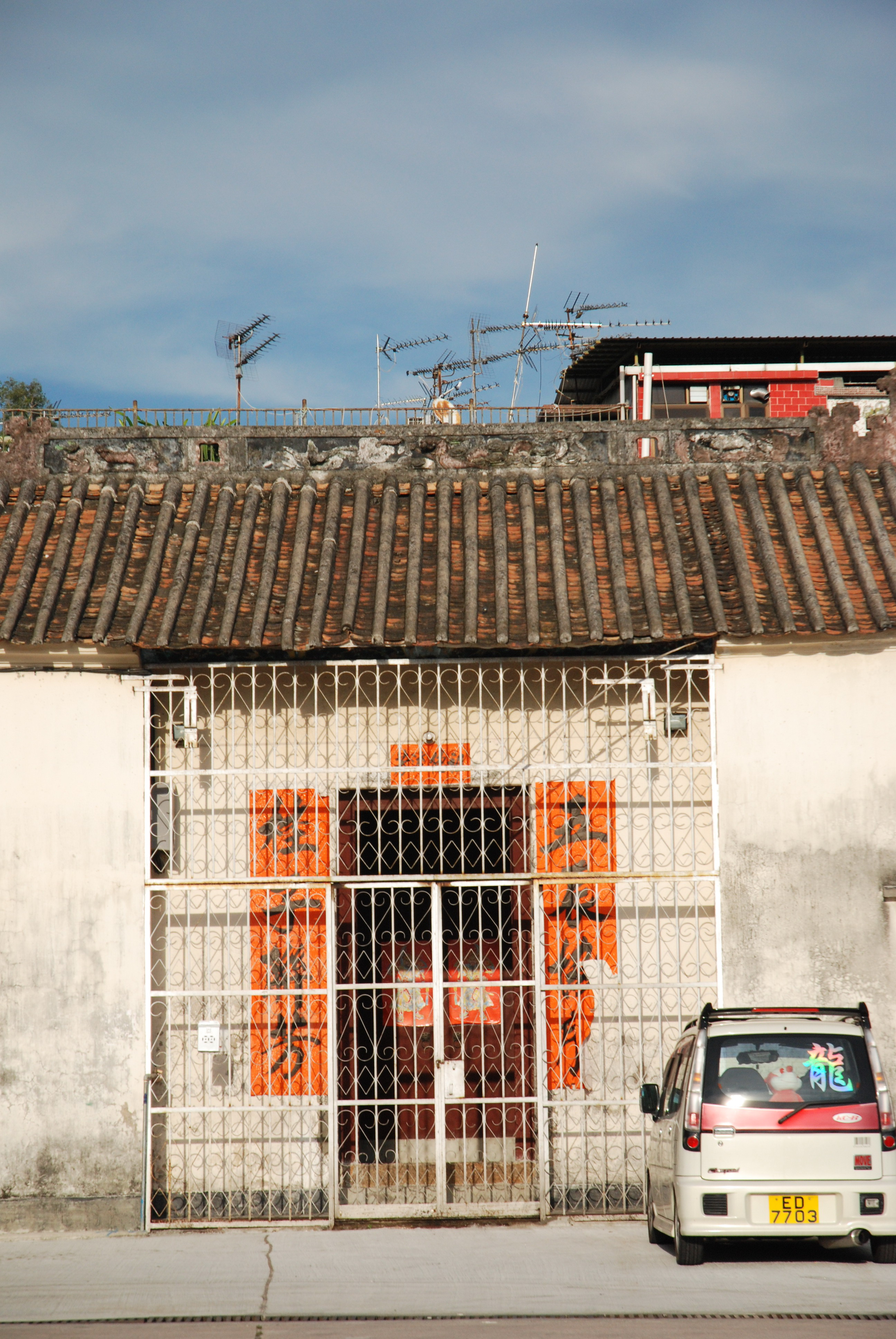
五桂堂

五桂堂，又稱五桂書室，座落於香港元朗屏山坑頭村內，鄰近屏山文物徑的鄧氏宗祠和愈喬二公祠。

## 文物
五桂堂大門聯：
祖德流芳，五辰協序，桂子聯芳。